# Figulus laevipennis
Figulus laevipennis es una especie de coleóptero de la familia Lucanidae.

## Distribución geográfica
Habita en Nueva Caledonia (Oceanía).